# Урал (Курганская область)
Урал — деревня в Варгашинском районе Курганской области. Входит в состав Мостовского сельсовета.

## История
Основана в 1924 г. По данным на 1926 год колхоз Красный Партизан состоял из 9 хозяйств. В административном отношении входил в состав Молотовского сельсовета Марайского района Курганского округа Уральской области.

## Население
| 1989 | 2002 | 2010 |
| ---- | ---- | ---- |
| 288  | ↘285 | ↘198 |

По данным переписи 1926 года в колхозе проживало 52 человека (26 мужчин и 26 женщин), в том числе: русские составляли 100 % населения.